# نادي الأمهات الخضر
نادي الأمهات الخضر (بالكورية: 그린마더스클럽)؛ هو مسلسل تلفزيوني كوري جنوبي، من بطولة لي يو وون، تشو جا هيون، كيم جيو ري، جانغ هاي جين، جوو مين كيونغ. عرض على قناة جي تي بي سي كل يومي الأربعاء والخميس من 6 أبريل إلى 26 مايو 2022. كما انه متاح على شبكة نتفليكس بعد بثه محليا.

## القصة
تدور قصة المسلسل حول العلاقات الخطيرة في جمعية الحي لأولياء الأمور في المدرسة الابتدائية المحلية، ستكشف النساء في الجمعية، اللاتي اعتدن أنفسهن على أنهن “أمهات” فقط أسرارًا كانت مخبأة سابقًا ويتعرفن على معنى “الصداقة” في مرحلة النضوج.

## طاقم

### دور رئيسي
- لي يو وون في دور لي ايون بيو.[7]

هي امرأة تتمتع بإحساس قوي بالفخر بخلفيتها التعليمية، تخصصت في علم الجمال ودرست في الخارج بفرنسا.
- تشو جا هيون في دور بيون تشون-هي.[9]

امرأة قوية وتتمتع بالجمال والثورة.
- كيم جيو-ري في دور سيو جين-ها.[10]

لديها زوج أجنبي من اصل كوري وسيم يتمتع بأناقة فطرية وابن موهوب، ويبدو أن لديها كل ما تريده، لكن نفسها الداخلية مخفية خلف كل ذلك.
- جانغ هاي جين في دور كيم يونغ مي.

إنها تفتخر بأنها مختلفة عن الأمهات الأخريات، الحقيقة هي أنها لا تهتم إلا بالمظاهر الخارجية وتتشبث بشعور التفوق الأخلاقي بسبب عقدة النقص لديها.
- جو مين-كيونغ في دور بارك يون جو.

دائمًا ما تكون مشرقة ومبتسمة، ولكن عندما يتعلق الأمر بتعليم أطفالها، فلن يوقفها الجحيم ولا الماء العالي.

### دور داعم
- يون جيونغ هو في دور مان سو[12]

زوج بارك يون جو، وهو عامل مكتب خجول وسلبي، هو شخص وصمة عار الذي يشاهد التلفزيون مع البيرة بعد العمل.
- تشوي دوك مون بدور جو سوك[13]

طبيب وزوج بيون تشون هي.
- ايم سو هيونغ بدورجيون وو[14]

زوج كيم يونغ مي ومشهور كمخرج سينمائي عبقري.
- أوه هي-جون[15]

- بارك يي رين بدور سو إن[16]

ابنة يون جو، طالبة في المدرسة الابتدائية تبلغ من العمر 8 سنوات.
- لي جي هيون في دور جيونج سوك[17]

هو أستاذ في مدرسة ابتدائية تقع في سانغسو - دونغ ولديه شغف شديد بالتعليم.
- لي سيون هي بدور بانغ جيونغ هي[18]

شخص لديها ثروة وسلطة الطبقة الأرستقراطية. أم تدعم تعليم طفلها بشكل كبير. ورئيسة مجلس إدارة مؤسسة الجامعة
- سونغ بيونغ سوك بدور هيون ايم[19]

أم قوية قامت بتربية أون بيو بمنتهى الإخلاص أثناء عملها في محل الدهان.

## المشاهدات
| الموسم | الموسم | رقم الحلقة | رقم الحلقة | رقم الحلقة | رقم الحلقة | رقم الحلقة | رقم الحلقة | رقم الحلقة | رقم الحلقة | رقم الحلقة | رقم الحلقة | رقم الحلقة | رقم الحلقة | رقم الحلقة | رقم الحلقة | رقم الحلقة | رقم الحلقة | المتوسط     |
| الموسم | الموسم | 1          | 2          | 3          | 4          | 5          | 6          | 7          | 8          | 9          | 10         | 11         | 12         | 13         | 14         | 15         | 16         | المتوسط     |
| ------ | ------ | ---------- | ---------- | ---------- | ---------- | ---------- | ---------- | ---------- | ---------- | ---------- | ---------- | ---------- | ---------- | ---------- | ---------- | ---------- | ---------- | ----------- |
|        | 1      | 562        | 610        | 594        | 854        | 604        | 816        | 638        | 909        | 795        | 953        | 835        | 922        | 807        | 951        | 932        | 1299       | ستُعلن لاحقًا |

| الحلقات | تاريخ البث    | متوسط حصة الجمهور     | متوسط حصة الجمهور     |
| الحلقات | تاريخ البث    | تقييمات "نيلسن كوريا" | تقييمات "نيلسن كوريا" |
| الحلقات | تاريخ البث    | على الصعيد الوطني     | سئيول                 |
| ------- | ------------- | --------------------- | --------------------- |
| 1       | 6 أبريل 2022  | 2.519%                | 2.967%                |
| 2       | 7 أبريل 2022  | 2.991%                | 3.456%                |
| 3       | 13 أبريل 2022 | 2.52%                 | N/A                   |
| 4       | 14 أبريل 2022 | 3.616%                | 3.964%                |
| 5       | 20 أبريل 2022 | 2.544%                | 2.815%                |
| 6       | 21 أبريل 2022 | 3.671%                | 4.026%                |
| 7       | 27 أبريل 2022 | 2.802%                | 2.708%                |
| 8       | 28 أبريل 2022 | 4.302%                | 4.436                 |
| 9       | 4 مايو 2022   | 3.374%                | 3.204%                |
| 10      | 5 مايو 2022   | 4.539%                | 5.065%                |
| 11      | 11 مايو 2022  | 4.175%                | 4.714%                |
| 12      | 12 مايو 2022  | 4.406%                | 3.992%                |
| 13      | 18 مايو 2022  | 3.593%                | 3.777%                |
| 14      | 19 مايو 2022  | 4.617%                | 4.411%                |
| 15      | 25 مايو 2022  | 4.192%                | 4.290%                |
| 16      | 26 مايو 2022  | 6.088%                | 6.154%                |
| المعدل  | المعدل        | —                     | —                     |

## الإنتاج
في 26 مايو 2021 ، تم التأكيد على عودة لي يو وون وتشو جا هيون مع المسلسل التلفزيوني «نادي الأمهات الأخضر» ، من إخراج را ها نا، وتأليف شين يي وون، وإنتاج جي تي بي سي إستوديوز بتعاون مع فريق شركة ميجافون. ومن المقرر أن يتم بثه على قناة JTBC في 6 أبريل 2022.

### طاقم
تم تأكيد أكتمال طاقم التمثيل في 2 يوليو 2021.

## روابط خارجية
- الموقع الرسمي
 باللغة الكورية
- نادي الأمهات الخضر على هانسينما
- نادي الأمهات الخضر على موقع IMDb (الإنجليزية)
- نادي الأمهات الخضر على موقع روتن توميتوز (الإنجليزية)
- نادي الأمهات الخضر على موقع نتفليكس (الإنجليزية)
- نادي الأمهات الخضر على موقع كينوبويسك (الروسية)
- نادي الأمهات الخضر على موقع قاعدة بيانات الفيلم (الإنجليزية)